# Dupouyichthys sapito
Dupouyichthys sapito — єдиний вид роду Dupouyichthys з підродини Hoplomyzontinae родини Широкоголові соми ряду сомоподібних.

## Опис
Загальна довжина досягає 2,7 см. Спостерігається статевий диморфізм: самиці більші за самців. Голова пласка і широка. Очі відносно невеликі. Є 3 пари вусів. Тулуб відносно короткий, звужений в області хвоста. Спинний плавець піднятий догори, короткий. Грудні плавці широкі. Черевні плавці невеличкі. Жировий плавець крихітний. Анальний плавець короткий. Перед ним є 1 пара кісткових пластинок. Хвостовий плавець помірно короткий, розрізаний.
Загальний фон світло-коричневий, черево брудно-білого кольору. В області очей — бурі плями. На спині і тілі 4 широкі темні смуги, остання — в основі хвостового плавця. Грудні плавці з жовтими смугами.

## Спосіб життя
Мешкає в стоячій воді на м'яких ґрунтах. Вдень ховається біля дна. Вночі полює на здобич. Живиться дрібним зоопланктоном.

## Розповсюдження
Зустрічається у басейні річки Магдалена (Колумбія) та в озері Маракайбо.